# 岡吉正
岡 吉正（おか よしまさ、生没年不詳）は、紀伊国の土豪で雑賀衆の一人。仮名は太郎次郎。

## 略歴
岡氏は、雑賀庄岡に浄土真宗の道場である岡道場（現在の念誓寺）を運営し、天正期の道場主・岡了順は、宮本（湊）高秀・松江定久・嶋本（狐島）吉次とともに雑賀門徒の年寄衆を務めた。また、了順は雑賀御坊（鷺森御坊）の代表者の立場にあり、寺伝などで岡の城主とされている。
元亀元年（1570年）に始まる織田信長と本願寺の戦い（石山合戦）では、岡氏ら雑賀衆は本願寺の防衛に加わり、天正8年（1580年）閏3月5日、朝廷の仲介により、信長と本願寺の和睦が成立した。
これにともなって大坂に勅使が下向してきたが、雑賀衆の中でそれに狼藉を働く者が現れたため、雑賀の年寄衆4人と鈴木重秀が連名で下間頼廉宛てに誓紙を提出した。この時の年寄衆には、了順に代わり吉正が名を連ねている。
本願寺法主の顕如が和睦に同意した後も顕如の子・教如はそれに従わず、籠城継続に同心するよう雑賀の年寄衆に書状を送っている。この宛所として、岡氏からは了順と吉正2人の名が記されていた。また、この書状には「猶左衛門大夫（嶋本吉次）、太郎次郎（岡吉正）可演説候」とあり、嶋本吉次と吉正が既に教如に賛同していたことが分かる。一方、年寄衆の内、宮本高秀と松江定久は顕如を支持してこれには応えず、教如は以後、岡了順・吉正・嶋本吉次に対して大坂に人数を送るよう求めている。最終的に雑賀門徒は講和受け入れでまとまり、同年4月8日、吉正や嶋本吉次を含む11人の雑賀衆が「向後弥可為御門跡様次第候」とする誓紙を本願寺年寄衆に提出した。この後、翌4月9日に顕如が大坂を退出し、8月2日に教如も大坂を退去した。
天正13年（1583年）3月、羽柴秀吉が紀州攻めを行っているが、羽柴軍が雑賀に入る前に岡の衆が湊の衆へと鉄砲を撃ちかけ、これにより雑賀は自滅したという（「宇野主水日記」）。岡の衆を秀吉方に引き込んだのは有田郡の白樫氏とみられる（「白樫文書」）。